# Amalie Vangsgaard
Amalie Jørgensen Vangsgaard (* 29. November 1996) ist eine dänische Fußballspielerin. Die Stürmerin spielt seit 2024 bei Juventus Turin und seit 2022 für die dänische Nationalmannschaft.

## Karriere

### Verein
Vangsgaard begann mit drei Jahren in Pandrup mit dem Fußballspielen, da ihr älterer Bruder Frederik Fußball spielte. Zunächst spielte sie mit Jungen, dann bei Jetsmark IF in einer Mädchenmannschaft. Nach neun Jahren wechselte sie zu Fortuna Hjørring, wo sie von der U15 bis zum 3F-Team spielte. Mit Fortuna gewann sie die dänische Meisterschaft 2013/2014 und das Double 2015/16. Nach einer Pause von Sommer 2016 bis 2019 wechselte sie zum FC Nordsjælland. Mit dem Verein gewann sie den Pokal 2019/2020. Es folgten eineinhalb Spielzeiten in Schweden beim Linköpings FC, bei dem sie in der Saison 2022 mit 22 Toren Torschützenkönigin wurde. Im Januar 2023 wechselte sie zu Paris Saint-Germain, wo sie einen Vertrag bis Juni 2025 erhielt. Im Sommer 2024 wechselte Vangsgaard in die italienische Serie A zu Juventus Turin. Dort trug sie mit drei Treffern in 22 Spielen zum Gewinn der italienischen Meisterschaft am Ende der Saison bei.

### Nationalmannschaft
Anfang September 2013 kam sie bei zwei Freundschaftsspielen gegen die Schweiz zu ihren ersten Einsätzen in der dänischen U-19-Mannschaft und kam im gleichen Monat in zwei Spielen bei der ersten Qualifikationsrunde für die U-19-EM 2014 zum Einsatz. Mit Siegen gegen Griechenland und Kasachstan sowie einem Remis gegen Irland erreichten sie die Eliterunde. Bei dieser im April in Finnland ausgetragenen Runde belegten die Däninnen aber nur den letzten Platz. Im September 2014 kam sie in einem Spiel der ersten Qualifikationsrunde für die U-19-EM 2015 zum Einsatz, die ihre Mannschaft als Gruppensieger beendete. Auch die Eliterunde im April 2015 konnten die Däninnen beim Turnier in den Niederlanden mit dem Gruppensieg abschließen, wobei sie in den drei Spielen eingesetzt wurde und beim 4:0-Sieg gegen Slowenien ihr erstes Pflichtspieltor erzielte. Bei der Endrunde im Juli 2015 wurde sie nur bei den beiden 0:1-Niederlagen gegen Frankreich und Schweden eingesetzt, womit ihre Zeit in der U-19-Mannschaft endete.
Am 1. September 2022 wurde sie erstmals in der A-Nationalelf eingesetzt. Beim 5:1-Sieg im letzten Qualifikationsspiel der Däninnen für die WM 2023 gegen Montenegro wurde sie in der 64. Minute beim Stand von 4:1 eingewechselt. Auch in den nächsten acht Freundschaftsspielen wurde sie jeweils eingesetzt.
Am 30. Juni 2023 wurde sie als eine von zwei dänischen Feldspielerinnen mit den wenigsten Länderspielen für die WM-Endrunde in Australien und Neuseeland nominiert. Sie wurde in jedem der vier Spiele ihres Teams eingesetzt, wobei sie in den ersten beiden Spielen erst in der Schlussphase eingewechselt wurde und schied mit der Mannschaft im Achtelfinale gegen die Australierinnen aus. Im ersten Gruppenspiel gegen Asienmeister China erzielte sie in der 90. Minute – fünf Minuten nach ihrer Einwechslung – mit ihrem ersten Länderspieltor den 1:0-Siegtreffer, womit die Däninnen im vierten Anlauf erstmals ein WM-Spiel gegen China gewannen.
In der erstmals ausgetragenen UEFA Women’s Nations League 2023/24 wurde sie in allen sechs Spielen eingesetzt und erzielte vier Tore, davon beide beim 2:0-Sieg im ersten Spiel gegen Deutschland. Da die Däninnen die beiden letzten Spiele verloren, verpassten sie die Spiele um die Olympia-Tickets. In der anschließenden Qualifikation für die EM 2025 wurde sie auch in allen sechs Spielen eingesetzt und erzielte drei Tore. Als Gruppenzweite hinter Weltmeister Spanien qualifizierten sich die Däninnen direkt für die EM-Endrunde.
Am 20. Juni 2025 wurde sie für die EM-Endrunde nominiert. Sie kam bei den drei Niederlagen der Däninnen zum Einsatz, nach denen diese ausschieden. Im zweiten Spiel gegen Deutschland brachte sie ihre Mannschaft zwar in der 26. Minute mit 1:0 in Führung, am Ende verloren sie aber mit 1:2.

## Erfolge
- 2013/2014 und 2015/16: Dänische Meisterin
- 2015/16 und 2019/2020: Dänische Pokalsiegerin
- 2024/25: Italienische Meisterin

## Auszeichnungen
- Dänemarks Fußballerin des Jahres: 2023